# Spikning (akademisk)

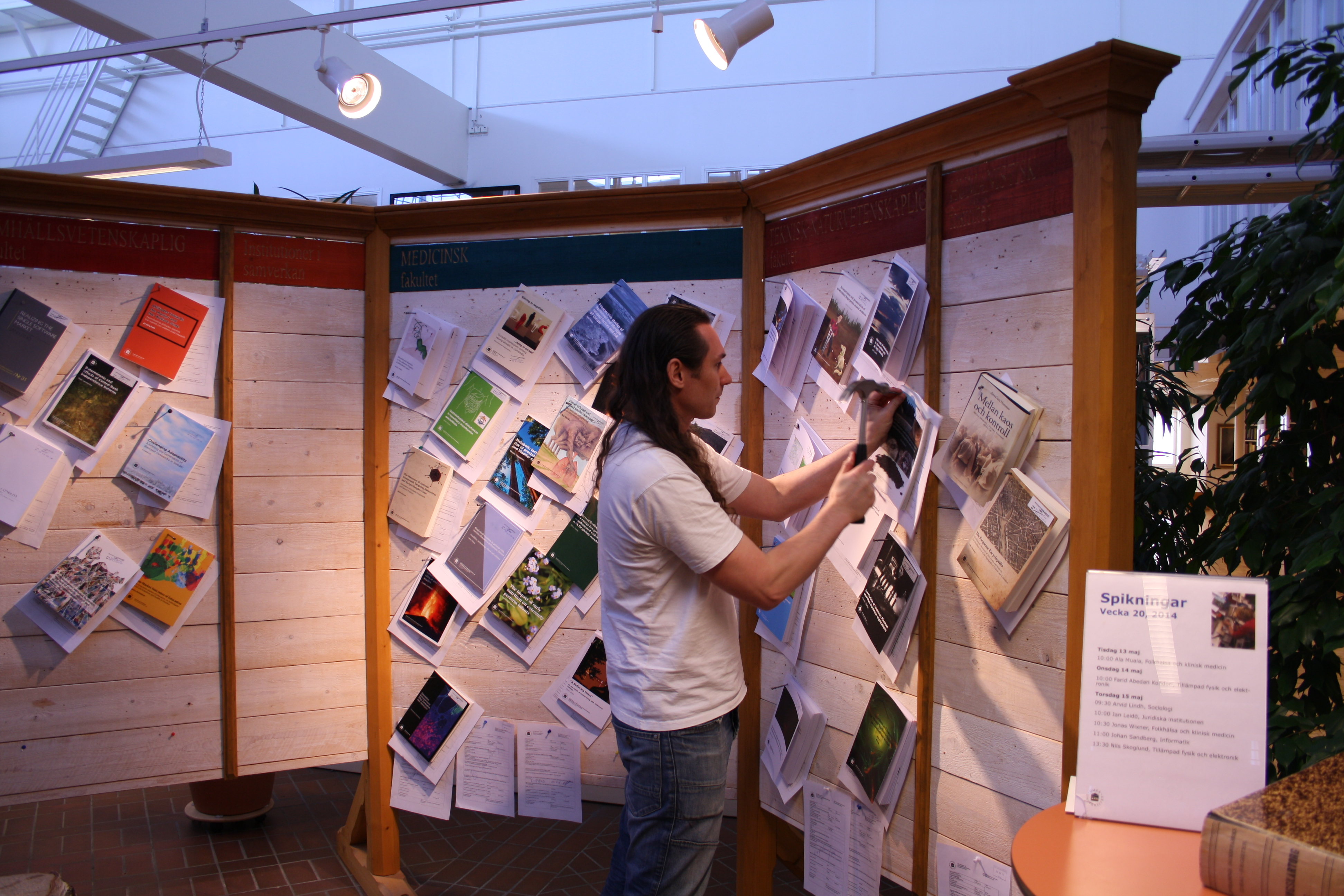
En doktorand vid Umeå universitet spikar sin avhandling.

Spikning är en akademisk ritual i samband med framläggandet av en licentiat- eller doktorsavhandling. Tre veckor före disputationen skall avhandlingen offentliggöras, från denna tidpunkt skall lärosätet tillhandahålla avhandlingen så att den som önskar kan läsa den för att kunna komma med kritik under disputationen.  Ett exemplar spikas då närmast ceremoniellt upp av respondenten på en för ändamålet utsedd plats på lärosätet, oftast en anslagstavla, för allmän beskådan. Numera sker spikningen vid vissa universitet på elektronisk väg och det så kallade spikbladet, som innehåller avhandlingens titel, handledare, opponent och annan information om avhandlingen och disputationen, läggs ut på nätet så att det kan läsas av alla intresserade. I samband med spikningsceremonin distribueras också referensexemplar av avhandlingen till de bibliotek som skall hålla sådana.
De flesta högskolor har i lokala föreskrifter angående forskarutbildningen beslutat att spikningen, samt distributionen av avhandlingen till andra lärosäten, ska vara obligatorisk.